# Heinz Gaisrucker
Heinz Gaisrucker (* 1949 in Wien) ist ein österreichischer Basketballtrainer und ehemaliger -spieler.

## Laufbahn
Gaisrucker nahm mit Österreichs Nationalmannschaft an der Junioren-Europameisterschaft 1968 teil, als A-Nationalspieler (57 Länderspiele) gehörte er zur Mannschaft, die 1972 die Olympia-Ausscheidungsrunde bestritt. Er war dabei mit 14,5 Punkten pro Spiel zweitbester Werfer der Österreicher. Auf Vereinsebene war der 1,93 Meter große Flügel- und Innenspieler unter anderem Mitglied der Bundesligisten SC Zentralsparkasse Wien (1967 bis 1972), ABC Wien (1972 bis 1977) sowie BK Klosterneuburg (1977 bis 1980).1978 wurde er mit Klosterneuburg Staatsmeister.
1980 und 1981 war er Trainer von SV Milde Sorte Wien in der Bundesliga, später engagierte sich der Inhaber der Trainer-A-Lizenz als Jugendtrainer bei mehreren Wiener Vereinen, als Obmann des Wiener Vereins BasketFighters, er war 2012 Cheftrainer des BC Vienna und führte die Mannschaft erstmals in die Bundesliga-Meisterrunde, danach war er als Sportlicher Leiter, Co-Trainer, Jugendkoordinator und Sportlicher Berater der Wiener tätig, bis 2011 saß er im Vorstand des Wiener Basketballverbandes und wirkte als Landesreferent Basketball beim Wiener Verband der Arbeitsgemeinschaft für Sport und Körperkultur in Österreich (ASKÖ) und hernach als Bundesreferent.
Beruflich war Gaisrucker als Psychologe (seine Doktorarbeit zum Thema „Soziometrie von Interaktionen in Basketballmannschaften“ hatte er 1982 abgeschlossen) unter anderem im Bereich Sport sowie in der Wirtschaft tätig. 2018 wurde ihm das Goldene Verdienstzeichen der Republik Österreich verliehen.